# 圣职首年收入
圣职首年收入（拉丁語：annatae）指通常会交到教宗国库的首年服务性收入，讓參與聖職的人，可以在第一年就表達對天主的特別感謝。这个来源于希腊、罗马和希伯来民族的早期历史的概念也被称作“初熟之果”。這個詞彙可參閱聖經尼希米記第十章，提到「將我們地上初熟的土產和各樣樹上初熟的果子都奉到耶和華的殿裡。」
1. ↑  參舊約聖經尼希米記第十章35節、37節